# Corynebacterium amycolatum
Corynebacterium amycolatum é uma bactéria gram-positiva aeróbica, com formato irregular. A bactéria foi isolada a partir da pele de indivíduos comprometidos, sendo que ela pode causar endocardite nosocomial ou sepse fatal.